# Concino Concini
Concino Concini (Florència, Gran Ducat de Toscana, 1569 - París, Regne de França, 24 d'abril de 1617) fou un militar italià instal·lat a França.
Fill d'un senador de Florència, acompanyà el 1600 Maria de Mèdici, després del seu enllaç amb Enric IV de França a la cort francesa, on es casà amb Leonor Galligai, cambrera molt influent de Maria.
Quan després de la mort d'Enric IV el 1610 fou anomenada Maria regent del regne, augmentà la seva influència per ser favorit d'aquesta. La regent l'anomenà marquès d'Ancre, i, a pesar de no haver assistit a cap campanya, aconseguí el 1614 el nomenament de Mariscal de França.

Escut dels Concini

Agraciat amb més de 30 elevats càrrecs, reunia anualment dos milions de francs, i a més s'embutxacà en pocs anys més de tres milions de francs en propietats i joies. Desplegà un luxe extraordinari, però fou odiat pel poble. Malgrat tot, tractaren en va d'enderrocar-lo el 1613, els ducs de Bouillon, Mayenne, Nevers, Longueville i el Príncep de Condé.
Però en veure el jove rei Lluís XIII sotmès a la pobresa, i fins i tot mals tractes per causa d'Ancre, el feu assassinar d'un tret de pistola pel capità de la Guàrdia, Vitry, en passar Ancre pel pont del palau del Louvre el 24 d'abril de 1617.
La seva esposa Leonor fou acusada d'haver intervingut en l'assassinat d'Enric IV i d'haver exercit fetillera influència sobre la reina, pel qual fou condemnada a mort com a bruixa i decapitada el 8 de juliol de 1617.